# Електрофільна реакція
Електрофільна реакція (рос. электрофильная реакция, англ. electrophilic reaction) — гетеролітична реакція органічної сполуки з електрофілами.
Може бути реакцією електрофільного заміщення:

або електрофільного приєднання до кратних зв'язків: